# Korji
Korji - Коржи (rus) - és un khútor del krai de Krasnodar, a Rússia a la vora del riu Sredni Txelbas, afluent del Txelbas. És a 33 km al sud de Leningràdskaia i a 111 km al nord de Krasnodar.